# Thomas Mürder
Thomas Mürder (* 8. Oktober 1957) ist ein deutscher Polizist. Er war bis zum Eintritt in den Ruhestand von 2014 bis 2018 Polizeipräsident des baden-württembergischen Polizeipräsidiums Einsatz.

## Leben
Thomas Mürder nahm 1977 den Polizeidienst der Landespolizei von Baden-Württemberg im mittleren Dienst auf. 1983 stieg er in den gehobenen Dienst auf, 1992 in den höheren Dienst. Von 1992 bis 1996 war er am Polizeipräsidium Stuttgart Leiter des Referats Ia (Einsatz) und Leiter der Schutzpolizeiinspektion Nord. 1996 wechselte er in das Innenministerium Baden-Württemberg. Dort war er Leiter des Lagezentrums und ab 2001 Leiter des Referats 31 (Einsatz). Im November 2005 wurde er im Bereitschaftspolizeipräsidium Baden-Württemberg Leiter der Bereitschaftspolizei.
Seit 2014 war er in Baden-Württemberg Polizeipräsident des Polizeipräsidiums Einsatz, das die Spezialkräfte und Spezialeinheiten der Polizei Baden-Württemberg unter einem gemeinsamen Dach vereint. 2018 wurde er in den Ruhestand verabschiedet.